# Дело об отцеубийстве в Тотиги
Дело об отцеубийстве в Тотиги (яп. 栃木実父殺し事件 Тотиги дзиппугороси дзикэн) (также известно как «Дело об отцеубийстве Айдзавы») — дело об отцеубийстве, совершённом в префектуре Тотиги. Суд по этому делу стал известен как «Айдзава против Японии». 5 октября 1968 года Тиё Айдзава (яп. 相沢 チヨ Айдзава Тиё, род. 31 января 1939) убила своего отца, который насиловал её на протяжении 15 лет. Суд по этому делу привёл к изменению в Уголовном кодексе Японии наказания за убийство родителей.

## Убийство
Тиё Айдзава родилась в префектуре Тотиги. Кроме Тиё, в семье было ещё 5 детей. Отцом Тиё Айдзавы был Такэо Айдзава (яп. 相沢 武雄 Айдзава Такэо, 3 мая 1915 - 5 октября 1968), матерью Рика Айдзава (яп. 相沢 リカ Айдзава Рика). Такэо Айдзава страдал алкоголизмом и с 1953 года систематически насиловал Тиё. Через некоторое время после этого Рика Айдзава переехала в Хоккайдо, оставив Тиё с отцом. Тиё Айздзава была беременна от своего отца 11 раз. Она родила 5 девочек, 2 из которых умерли в младенчестве. В 1967 году, после шестого аборта, Тиё прошла стерилизацию.
В 1968 году Тиё Айдзава влюбилась в 22-летнего юношу. Когда её отец узнал об этом, это привело его в ярость. Отец запер Тиё дома и заявил, что убьёт их детей. 5 октября 1968 года Тиё Айдзава повесила своего отца. До ареста Тиё соседи считали её женой Айдзавы. Была проведена экспертиза, которая подтвердила, что отцом детей Тиё является её отец. Семейный кодекс Японии запрещает полигамию и браки между близкими родственниками, но не запрещает сексуальные отношения между ними, поэтому дети Тиё были зарегистрированы как незаконные дети Такэо Айдзавы.

## Айдзава против Японии
Согласно статье 200 действовавшего на тот момент Уголовного кодекса Японии, наказанием за убийство родителей являлось пожизненное заключение или смертная казнь. Впрочем, суды, как правило, учитывали смягчающие обстоятельства. Законы, действовавшие на тот момент, позволяли снизить срок 2 раза, за один раз срок можно было сократить не более чем наполовину. Половиной от пожизненного срока в то время считалось 7 лет заключения. Таким образом, минимальный срок, к которому могла быть приговорена Айдзава, составлял 3 с половиной года. Срок, к которому она могла быть приговорена, не мог быть условным, так как условно осуждены могли быть лишь те лица, срок которых составлял не более 3 лёт заключения. Адвокат Тиё Айдзавы заявил, что она совершила убийство в целях самозащиты, а также, что она стала невменяемой вследствие сексуального насилия, которому она подвергалась. 29 мая 1968 года окружной суд признал статью 200 неконституционной и оправдал Тиё, признав её действия самообороной. 12 мая 1970 года суд более высокой инстанции отменил это решение и приговорил Тиё к 3 с половиной годам тюремного заключения. Окончательное решение по этому дела принимал Верховный суд Японии. 4 апреля 1973 года он признал статью 200 неконституционной, Тиё Айдзава была осуждена за причинение смерти и приговорена к 2 с половиной годам тюремного заключения с условным сроком в 3 года.

## Реакция
19 апреля 1973 года министр юстиции Японии объявил, лица, осуждённые за убийство родителей, могут быть в отдельных случаях амнистированы. Статья 200 Уголовного кодекса Японии была отменена в 1995 году.